# Sundown (Missouri)
Sundown és una població dels Estats Units a l'estat de Missouri. Segons el cens del 2000 tenia 38 habitants.

## Demografia
Segons el cens del 2000, Sundown tenia 38 habitants, 17 habitatges, i 14 famílies. La densitat de població era de 13,7 habitants per km².
Dels 17 habitatges en un 23,5% hi vivien nens de menys de 18 anys, en un 76,5% hi vivien parelles casades, en un 5,9% dones solteres, i en un 17,6% no eren unitats familiars. En el 17,6% dels habitatges hi vivien persones soles l'11,8% de les quals corresponia a persones de 65 anys o més que vivien soles. El nombre mitjà de persones vivint en cada habitatge era de 2,24 i el nombre mitjà de persones que vivien en cada família era de 2,43.
Per edats la població es repartia de la següent manera: un 15,8% tenia menys de 18 anys, un 5,3% entre 18 i 24, un 10,5% entre 25 i 44, un 34,2% de 45 a 60 i un 34,2% 65 anys o més.
L'edat mediana era de 60 anys. Per cada 100 dones de 18 o més anys hi havia 100 homes.
La renda mediana per habitatge era de 24.500 $ i la renda mediana per família de 27.500 $. Els homes tenien una renda mediana de 16.250 $ mentre que les dones 36.250 $. La renda per capita de la població era de 15.360 $. Cap de les famílies i el 8,6% de la població estaven per davall del llindar de pobresa.

## Poblacions més properes
El següent diagrama mostra les poblacions més properes.